# Tatra K5
Tatra K5 – typ tramwaju wytwarzanego w latach 1970–1973 w zakładach ČKD w Pradze w Czechach z przeznaczeniem na eksport do Kairu w Egipcie.

## Konstrukcja
Wóz K5 bazował na rozwiązaniach konstrukcyjnych wagonu Tatra K2 – był to dwuczłonowy przegubowy wagon dwukierunkowy. Zastosowano trzy wózki – dwa skrajne napędowe i środkowy toczny. Interesujące było użycie przedziału pierwszej klasy dla podróżnych, używanego wyłącznie przez kobiety.
Zamontowane w Tatrach K5 wyposażenie elektryczne przystosowane było do klimatu podzwrotnikowego: w stosunku do typu K2 zwiększono moc silników. Prąd pobierany był przez dwa pantografy; każdy z nich umieszczony był na dachu jednego członu.

## Dostawy
| Państwo        | Miasto         | Typ            | Lata dostaw    | Liczba | Numery taborowe |
| -------------- | -------------- | -------------- | -------------- | ------ | --------------- |
| Egipt          | Kair           | K5AR           | 1970–1973      | 200    | 3001–3200       |
| Łączna liczba: | Łączna liczba: | Łączna liczba: | Łączna liczba: | 200    |                 |

## Eksploatacja
Kair był (obok Manili, gdzie wyeksportowano tramwaj RT8D5) najbardziej egzotycznym partnerem eksportowym zakładów ČKD.
Prototyp tramwaju typu K5AR wyprodukowano w roku 1967 lub 1968. Produkcja seryjna przebiegała w latach 1970–1973, w ciągu których wyprodukowano 200 sztuk K5AR i dostarczono do egipskiej stolicy, Kairu. Pierwsze 150 wagonów otrzymało malowanie zielono-kremowe, pozostałe tramwaje otrzymały standardowe barwy kremowo-czerwone. Tramwaje rozmontowano na dwie części, załadowano na wagony kolejowe i przewieziono do Rijeki, skąd odpłynęły na statkach do Egiptu. Szkolenie motorniczych z Kairu miało miejsce w 1969 r. w Brnie.
Wiele wagonów typu K5AR spłonęło w trakcie eksploatacji w Egipcie, pozostałe egzemplarze kursujące liniowo były w złym stanie technicznym z powodu braku konserwacji i napraw. Ostatnie tramwaje K5AR wycofano ze służby liniowej w 1981 r., inne źródła wskazują natomiast na połowę lat 80. XX wieku.
Powodów, dla których tramwaje K5AR eksploatowano przez krótki czas, może być kilka: brak przeglądów technicznych, surowy klimat lub odwrócenie się Egiptu od Związku Radzieckiego i wprowadzenie polityki prozachodniej, co mogło spowodować problemy z dostawą części zamiennych z Czechosłowacji.